# Penjuku
Penjuku ist der Hauptort der Insel Nggatoake im New-Georgia-Archipel in der Western-Provinz der Salomonen.
Das Küstendorf Penjuku liegt "direkt über einem weißen Strand an der Lagune."